# Breaking Us in Two
Breaking Us in Two ist ein Lied des britischen Musikers Joe Jackson. Es war die dritte von drei Singles aus seiner 1982 erschienenen LP Night and Day. 
Die Single wurde im Vereinigten Königreich am 13. August 1982 veröffentlicht und mit El Blanco als B-Seite (Target auf Spanisch); in den USA war die B-Seite die englische Version von Target. Die Single wurde ab Ende 1982 im Radio gespielt, vor allem in den USA, wo das Musikvideo Anfang Februar 1983 auf MTV lief. 
Das Lied wurde in den USA ein Hit und erreichte in der Woche vom 19. März 1983 Platz 18 der Billboard Hot 100. Später erreichte es Platz 40 in Kanada. Auch im Vereinigten Königreich und in Australien war es in den Charts. Es erreichte in den USA Platz acht und in Kanada Platz 12.

## Liedtext
Der Liedtext handelt davon, dass der Protagonist und sein Partner ständig in verschiedene Richtungen gezogen werden. Er fragt sich, ob sie sich jemals wirklich nahe kommen könnten und ob sie trotz dieser Herausforderungen zusammenbleiben können.

## Musikvideo
Obwohl das Lied wie auch das Album im New York der 1980er verortet ist, wurde das Musikvideo in England um den Bahnhof von Oakworth in City of Bradford gedreht; es zeigt eher frühe Zeiten.

## Rezeption
Der AllMusic-Kritiker Chris True schrieb: „'Breaking' wird eher vom Klavier als von kantigen Gitarren und Big-Band-Bläsern angetrieben und ist sanft und fließend, während es einen eher traurigen Text einer Beziehung erzählt, die in die Brüche geht... 'Breaking Us in Two' ist ein Beispiel für einen äußerst gut geschriebenen Beziehungssong.“ Billboard bezeichnete es als „jazzig und präzise [und] ähnlich im Tonfall wie der Top-10-Hit Steppin’ Out“. Bryan Reesman schrieb in American Songwriter: „Rückblickend scheinen die Texte etwas über Jacksons Kämpfe mit seiner Sexualität im früheren Leben anzudeuten.“
Auf Cosmic American wurde angemerkt, dass die Melodie der Strophe Ähnlichkeit zu Day After Day von Badfinger von 1971 hat.

## Besetzung
- Joe Jackson: Gesang, Klavier, Minimoog
- Graham Maby: E-Bass
- Larry Tolfree: Schlagzeug
- Sue Hadjopoulos: Percussion